# Pushcharovskite
La pushcharovskite è un minerale, polimorfo con la geminite.

## Etimologia
Il nome è in onore del cristallografo russo Dmitrij Jur'evič Puščarovskij (1944-  ).